# Iringer

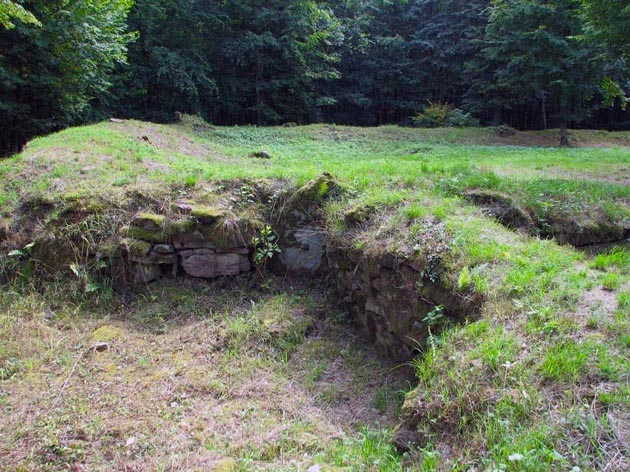
Überreste der Iringsburg bei Arnshausen, Entstehungszeit 7. Jahrhundert

Die Iringer waren ein gut vernetztes fränkisches, möglicherweise auch alamannisches Uradelsgeschlecht, welches im 10. Jahrhundert durch seine Beziehungen zu Karantanien (Kärnten) auch eine wichtige Rolle für den altbayerischen Herrschaftsausbau im Südostalpenraum spielte.

## Herkunft
Die Herkunft der Iringer ist bislang nicht eindeutig geklärt. Es wird vermutet, dass sie stammesverwandte der Sieghardinger waren. Urkundlich sind sie ab dem 3. Mai 800 fassbar. Dabei schenkte Amalbirg, Tochter des Adelher, umfangreichen Eigenbesitz in Bardorf (Barcthorf), Sulzfeld (Sulzifeld), Wülfershausen (Wlfricheshus), Saal (Sala), Eibstadt (Ibistat), Merkershausen (Marchereshusun), Poppenlauer (Luringun), Wenkheim (Wancheim) und Uraheim im Grabfeldgau sowie Bettingen (Bettinga) im Taubergau (Tubargewi), der Kirche Salvator - Kirche in dem „Dorf Würzburg“ und den Reliquien des heiligen Kilian. Unter der in Münnerstadt im Landkreis Bad Kissingen ausgestellten Urkunde wird ein Iring als Zeuge genannt was ein verwandtschaftliches Verhältnis zur Schenkerin nahelegt. In dieser Gegend und im Umfeld des Bistums Würzburg sind sie durch deren seltenen Stammnamen „Iring“ nahezu lückenlos bis ins 14. Jahrhundert nachweisbar, was eine Herkunft aus diesem Gebiet nahelegt. Durch das Aufkommen von Nachnamen ab dem 12. Jahrhundert verliert sich das Geschlecht in zahlreichen Nebenlinien, wie sich das am Beispiel der „Püssensheimer“ verdeutlichen lässt.

## Verbreitung
Eine Linie der Iringer war im Bistum Würzburg verbreitet. Eine weitere Linie findet sich ab der zweiten Hälfte des 10. Jahrhunderts in Verwaltungsämtern des Bistums Freising. Namentlich ist dort der Vitztum Adalbert zu nennen der zu den Iringern gezählt werden darf. Meyer und Karpf setzen diesen Adalbert mit dem Grafen Adalbert von Ortenburg gleich. Auch die unterfränkische Linie begleitete spätestens ab der Mitte des 12. Jahrhunderts dieses Amt im Bistum Würzburg durch Billung von Pleichfeld der wohl ebenfalls zu den Iringern gezählt werden darf. Auch Eurasburg (früher Iringsburg) in Oberbayern ist eine Gründung der Iringer.